# Cyrtodactylus papeda
Cyrtodactylus papeda — вид ящірок з родини геконових (Gekkonidae). Описаний у 2022 році.

## Назва
Назва виду papeda відноситься до індонезійської традиційної страви папеда — густої каші з сагового борошна.

## Поширення
Ендемік Індонезії. Поширений лише на острові Обі у Північному Малуку.